# گابی اپل
گابی اپل (آلمانی: Gaby Appel؛ زادهٔ ۱۷ ژانویه ۱۹۵۸) بازیکن هاکی روی چمن اهل آلمان است.